# Il mago del Nilo: Imhotep e la prima piramide
Il mago del Nilo: Imhotep e la prima piramide (Imhotep, l'inventeur de l'éternité) è un romanzo scritto da Christian Jacq nel 2010, ambientato nell'Antico Egitto durante la III dinastia.
È stato pubblicato in Italia nel 2017 dall'editore Tre60 e ha avuto una riedizione due anni dopo tramite la TEA.

## Trama
Imhotep, un giovane artigiano ventenne, si trova nel deserto in meditazione, afflitto dalla recente morte del padre dopo aver conseguito una notevole carriera da artigiano. Il giovane viene improvvisamente inseguito da una misteriosa ombra rossa, e riesce a sfuggirle e a tornare al villaggio. Là apprende dalla madre Kheredu che il faraone Khasekhemui è morto dopo diciannove anni di regno; sostenuto dalla madre Nimaat, suo figlio Zoser gli succederà superando la prova della corsa intorno alle Grandi Mura Bianche di Menfi, la capitale del regno egizio. Tramite una prova del suo collega Tignoso, Imhotep dimostra di essere un degno artigiano, e grazie ai suoi sforzi e progressi, diventa il nuovo capo degli artigiani di Menfi, attirandosi così l'ammirazione di vari colleghi, tra cui Sagace, che diverrà il suo migliore amico. Tignoso viene però roso dall'invidia, in quanto anche lui voleva quel posto, e tenta di aggredirlo per metterlo fuori gioco, salvo poi slogarsi il braccio; Imhotep lo cura subito, ma ciò riesce solo a convincere Tignoso che questi sia uno stregone. In seguito, Imhotep vede per la prima volta una giovane ragazza di nome Neferet, seppure a vista, e di cui ne saprà il nome una volta invitato a una festa organizzata dall'elegante principessa Redit.
Intanto, Tanu, il capo di una crudele banda di predoni libici, raggiunge Menfi per scoprire i punti deboli degli egiziani; viene però catturato da alcuni energumeni che lo portano dal loro capo, l'Ombra Rossa, a cui è costretto a sottomettersi. Il suo primo compito è quello di riunire i clan libici in un'unica federazione, con l'aiuto di oro e altre ricchezze, e in questo il libico può riuscirci con facilità sostenuto dalla crudeltà propria e del suo fido Bavoso. Zoser è però impegnato a scacciare i predoni del deserto, e i libici sono costretti a ritirarsi: numerosi loro covi cadono infatti in mano egizia con estrema facilità, e quando lo stesso Tanu tenta di approfittare del viaggio di ritorno del Faraone per assalirlo, viene gravemente sconfitto e respinto, vedendosi quindi obbligato a federare i clan libici per formare un grande esercito. Frattanto, Imhotep viene prima assunto a Nekhen nella corporazione di carpentieri, e poi a Menfi, dove viene nominato Sovrintendente del Regno, e mandato nella Casa della Vita come medico; imparato anche questo mestiere, Imhotep entra ben presto a far parte dell'ordine dei seguaci di Thoth e nomina il suo amico Sagace suo successore al cantiere navale di Menfi.
Nel frattempo, Nimaat riesce a scoprire l'identità dell'Ombra Rossa, ma viene avvelenata dall'Ombra Rossa e muore quasi subito. Il ciambellano Ankhi viene accusato di omicidio, in quanto le aveva fatto bere un vino da una coppa in seguito lavata, e oltremodo la salute di Nimaat andava migliorando, rendendo la sua morte ancor più sospetta; Ankhi assaggia quindi lo stesso vino servito alla regina, e, non sentendo egli alcun malore, viene assolto. Dopo essere stato accolto a Menfi dal Faraone, Imhotep rivede Neferet durante i rituali dedicati a Hathor e se ne innamora alla follia. L'Ombra Rossa riesce invece a irretire anche Tignoso e lo sfigura; sfruttando la cicatrice, Tignoso incastra Imhotep con l'accusa di aver picchiato la sorella Rosetta, facendosi aiutare da due donne, che si fingono sua madre e sua sorella e lo aiutano come testimoni. Neferet trova e avverte Sagace, e grazie alla testimonianza di una bambina, i due riescono a rintracciare Tignoso e Rosetta, che vivono a Tamerive, a est di Menfi; quest'ultima viene così arrestata insieme alle due donne, e le tre e il funzionario del villaggio sono costretti ad ammettere di essere stati pagati da uno sconosciuto, mentre Tignoso si rifugia da una famiglia di agricoltori.
Zoser avvia poi una spedizione nel Sinai, dove si trovano favolose pietre di turchese, e nella quale partecipano anche Imhotep e molti altri artigiani. Quando però si avvicina a un fortino per la sosta, la spedizione viene presa da due fuochi per mano di un esercito di beduini istigati da Tanu, che ha sterminato la guarnigione precedente; gli egizi riescono a riconquistare il fortino, ma al prezzo di gravi perdite, tra cui il valoroso capitano Buonpiede. Certo che il nemico tenterà di riprendersi il fortino, Imhotep manda un esploratore assieme al suo asino Vento del Nord, per avvertire quello più vicino. Come previsto, i libici accerchiano il forte in superiorità numerica, ma gli egizi riescono a tenere duro grazie alle loro trappole e al proprio coraggio, fino all'arrivo dei rinforzi che contribuisce alla ritirata nemica. Dopo che i superstiti della spedizione tornano a casa, Zoser annuncia che il gran sacerdote di Eliopoli è deceduto, e gli succederà proprio Imhotep, che viene poi nominato anche Maestro delle Opere. Quest'ultimo decide personalmente di dichiarare il proprio amore a Neferet e di sposarla.
Ma durante i cantieri di scavo di una vallata, Imhotep viene tradito da tre cavapietre agli ordini dell'Ombra Rossa e sommerso dalle pietre, e si salva solo grazie all'aiuto di alcuni soldati e del suo asino Vento del Nord; questo è però solo il primo di una serie di attacchi orditi dall'Ombra Rossa ai suoi danni. Di ritorno a Menfi, Imhotep continua la sua meteorica ascesa, venendo nominato cancelliere succedendo a Hesyra, morto di vecchiaia, e ricevendo il grande incarico di costruire una dimora d'eternità per Zoser: l'architetto opta per una piramide a gradoni, che sarà costruita a Saqqara, e nonostante le iniziali proteste, timori e scetticismi generali da parte della corte, la sua energica e attenta guida fa sì che la piramide faccia progressi. L'Ombra Rossa affida però a Tanu e al fido Bavoso il compito di infiltrarsi in Egitto, per scoprire informazioni sul Vecchio, l'ultimo potente capotribù che ostacola l'unificazione dell'esercito libico; raggiunge poi Tignoso e gli deforma il volto, rendendolo irriconoscibile e trasformandolo nel contadino Buti, allo scopo di infiltrarlo nel cantiere di Imhotep: Buti riesce a diventare rapidamente caposquadra e irretisce il suo omologo Musone, che presto sarà costretto a diventare servitore dell'Ombra Rossa. I cantieri della piramide saranno ben presto ostacolati da numerosi lavoratori nel cantiere che vengono corrotti, posseduti o perfino assassinati; lo stesso Sagace, mentre investiga sul falso furto di una certa quantità di blocchi di pietra, cade nella trappola designata e viene colpito a morte da Buti, ma riconosce Tignoso dalla sua voce, e, prima di morire, riesce a scrivere parte del nome dell'assassino. Poco dopo, lo stesso caposquadra Musone, esecutore materiale del falso furto dei blocchi di pietra, viene ritrovato morto sfracellato, spinto giù da un'impalcatura per mano di un Tignoso stanco delle sue lamentele.
Intanto, Tanu ha ucciso il Vecchio e riunito tutte le tribù libiche in un poderoso esercito per invadere il Delta: considerate le imponenti dimensioni dell'armata, l'unica speranza per sconfiggerli è l'Arpione di Horus, che l'omonimo dio della guerra ha usato contro Seth, il dio delle tempeste e signore del caos. Distratti da Imhotep, Tanu e Bavoso vengono attaccati da Zoser e trafitti dal suo arpione, privando della loro guida i libici che vengono distrutti. Poco dopo, Tignoso, Nasorotto e un altro tagliapietre circondano Imhotep nel cortile della piramide a gradoni, nel tentativo di estorcergli i segreti del suo successo; al rifiuto di Imhotep, i tre lo aggrediscono, ma il mago ha facilmente ragione sui due complici di Tignoso, mentre quest'ultimo muore trafitto da un "raggio d'oro" scaturito dalla sommità della piramide a gradoni (in punto di morte, Sagace gli aveva difatti profetizzato che la luce della piramide l'avrebbe distrutto).
Dopo ventotto anni di regno, però, Zoser si spegne insieme al cane Geb, contento che la sua dimora per l'eternità è ormai virtualmente completa. Dopo che decede anche la moglie Serena, e approfittando che ormai Imhotep si trova in età avanzata ed è apparentemente indebolito, l'Ombra Rossa decide di agire. All'alba del giorno della festa della rigenerazione del re, Imhotep entra nella piramide e ivi incontra il demone, che si rivela essere Baten, il ministro delle Finanze; dopo una breve ma dura lotta, Imhotep usa lo spirito di Zoser per sconfiggere il traditore che muore incenerito, salvando Saqqara e l'Egitto. Il maestro delle opere viene riconfermato al servizio del nuovo Faraone successore di Zoser, e nominato capo della confraternita dell'Ibis, ma solo perché egli rifiuta la corona dell'Alto e del Basso Egitto, non considerandosi egli fatto per regnare. Alla fine, fiero di essere stato sempre fedele all'Egitto e al Faraone, al punto da rischiare più volte la vita per salvare le persone a lui care, l'ormai vecchio Imhotep si spegne finalmente in pace e si riunisce al suo re, conscio però che un altro ragazzo ne erediterà il nome e i doni come medico, artigiano e mago.

## Personaggi
- Imhotep: il protagonista del libro. Figlio di semplici contadini, era stato accettato come apprendista scultore di vasi in pietra nel laboratorio reale di Menfi, a quindici anni; ma alla morte del padre, avvenuta cinque anni dopo, Imhotep rimase come unico sostegno della famiglia. Il suo notevole intelletto, così come le sue doti magiche, gli permetterà di scalare le gerarchie e diventare architetto reale del faraone Zoser.
- Kheredu: madre di Imhotep, suo unico familiare rimastogli dopo la morte del padre/marito.
- Khasekhemui: Faraone d'Egitto, si viene a sapere solo che è morto al secondo capitolo del libro.
- Nimaat: regina madre e vedova di Khasekhemui, il suo ruolo, sebbene secondario, rimarrà relativamente importante per lo svolgimento del libro. Morirà però prima che possa fornire la prova decisiva.
- Zoser: Faraone d'Egitto succeduto a Khasekhemui, imponente e coraggioso, ma anche piuttosto autoritario e severo. Nonostante le non poche peripezie, a partire dalla corsa intorno alle mura di Menfi e a una prima battaglia vittoriosa contro i libici, riuscirà a diventare Faraone e dimostrarsi degno del predecessore.
- Serena, vero nome Hotephirnebty, o Hetephernebti: moglie di Zoser, amata e rispettata dal prossimo, darà al Faraone due figlie.
- Neferet: premurosa e abile medico, diverrà moglie di Imhotep.
- Redit: giovane principessa, dirigente della Casa della Regina e collaboratrice della regina stessa, determinata, ambiziosa e operosa nonostante sembri una semplice seduttrice.
- Hesyra: anziano cancelliere, maestro costruttore e capo degli scribi e dei medici del palazzo, è anche capo di un consiglio di dieci magistrati. Magro, intelligente, severo e apparentemente privo di emozioni, si mostrerà però fedele a Zoser.
- Ankhi: gioviale capo ritualista e sacerdote di Horus. Sarà più volte accusato di aver complottato contro la famiglia reale e la dinastia, ma verrà infine riconosciuto come innocente.
- Baten: quarantenne corpulento di media statura, padre di due figli a cui non presta però molta attenzione, si occupa soprattutto degli affari pubblici. È il capo della Doppia Casa dell'Oro e dell'Argento, e diventerà Ministro delle Finanze.
- Akheta: robusto, vedovo, estremamente severo e poco diplomatico, proviene da un piccolo villaggio del Delta, e per lui contano solo i risultati. Diventerà Ministro dell'Agricoltura.
- Badi: un magistrato di grande esperienza.
- Buonpiede: esploratore ed esperto capitano dell'esercito egizio. Morirà nel difendere il fortino nel Sinai dai libici e dai beduini.
- Sagace: collega appena più vecchio di Imhotep tra gli artigiani di Eracleopoli, si dimostrerà un grande amico e amante della giustizia, ma anche un abile donnaiolo, dato che conquisterà varie donne nel corso della sua vita.
- Tignoso: un altro artigiano di Eracleopoli, ha in odio tutto quello che lo circonda, ma soprattutto Imhotep, verso il quale prova immensa invidia. Quando Imhotep diventa il nuovo capo degli artigiani, tenta di aggredirlo, slogandosi però un braccio; guarito dallo stesso Imhotep, Tignoso lo riterrà però un mago nero, alimentando ancora di più il suo odio nei suoi confronti. Sarà quindi disposto a tutto pur di saziare il suo odio, persino unirso all'Ombra Rossa. Vive insieme alla sorella Rosetta a Tamerice, un villaggio a est di Menfi.
- Rosetta: maligna sorella di Tignoso, collaborerà col fratello per ostacolare Imhotep.
- Nasorotto: artigiano di grande esperienza, si alleerà con Tignoso, contagiato dai sogni di gloria e ricchezza di quest'ultimo, e tenterà invano di uccidere Neferet, sostenitrice di Imhotep.
- Musone: operaio dei cantieri della tomba del Faraone a Saqqara, diverrà suo malgrado servo di Tignoso, e quindi, a sua volta, dell'Ombra Rossa.
- Tanu: capo di una grande banda di crudeli predatori libici, amante dei saccheggi, delle razzie e degli stupri, è uno dei maggiori antagonisti del libro, e si metterà al servizio dell'Ombra Rossa che lo incaricherà di riunire un esercito di guerrieri libici in cambio di cospicue ricchezze.
- Bavoso: braccio destro di Tanu, ha una grande considerazione per quest'ultimo, tanto che a volte lo chiama anche "principe". Privo di ogni senso morale, prova molto piacere a infliggere le peggiori sofferenze.
- Squartatore: un altro capo libico, un tempo arrogante e sadico, ma ora vecchio e desideroso di ritirarsi a vita tranquilla. Tanu tenterà inutilmente di corromperlo, e sarà quindi costretto a ucciderlo a trattativa fallita.
- Il Vecchio: un altro capo libico, da non confondersi con l'omonimo personaggio che si vede ne Il figlio di Ramses. Sarà l'ultimo ostacolo per Tanu prima che riesca a federare le tribù libiche.

Animali
- Vento del Nord: un mulo che Imhotep possiederà nei capitoli iniziali del libro.
- Geb: un cane nero che dimostrerà più volte le sue capacità di proteggere i protagonisti.

## Edizioni
- Christian Jacq, Il mago del Nilo: Imhotep e la prima piramide, traduzione di Marcella Umberti-Bona, Mantova, Tre60, 16 novembre 2017,  p. 532, ISBN 978-88-6702-454-4.
- Christian Jacq, Il mago del Nilo: Imhotep e la prima piramide, traduzione di Marcella Umberti-Bona, Milano, TEA, 21 marzo 2019,  p. 444, ISBN 978-88-5025-249-7.

## Ambientazione storica
- Buona parte dei personaggi presenti nel romanzo sono realmente esistiti:
  - In primis Imhotep, il protagonista (architetto, medico e astronomo vissuto durante la terza dinastia egizia);
  - Zoser o Djoser, faraone d'Egitto;
  - Khasekhemui, Faraone d'Egitto al quale Zoser è succeduto;
  - La madre Nimaat, ovvero Nimaathap;
  - Kheredu, nome completo Kheredu-ankh secondo la tradizione, madre di Imhotep;
  - Serena, moglie di Zoser, il cui nome egizio era Hotephirnebty;
- Le tappe del viaggio a Edfu (nome moderno di Behedet), raccontato nel libro, è descritto nella realtà grazie ai bassorilievi della Tomba a Sud del complesso funerario di Zoser a Saqqara.
- Nel romanzo viene nominata e descritta la città di Nekhen, ossia Ieracompoli.
- Il romanzo contiene anche una frase dei Testi delle piramidi e due dei Testi dei sarcofagi.
- Per la costruzione della piramide a gradoni, Imhotep utilizzava il cubito (52,3 cm), il palmo (7,47 cm) e il dito (1 palmo = 4 dita, ossia 1,87 cm).
- Durante la battaglia finale contro i libici, vi è presente la frase "Quando la luna crescerà oltre i suoi limiti, i nemici si disperderanno, terrorizzati", tratta dal testo originale sulla disfatta dei libici.
- A Zoser succedette Sekhemkhet come Faraone. Non è chiaro se Sekhemkhet fosse figlio di Zoser, anche perché non si sa praticamente nulla di lui.